# Réseaux associés pour la recherche européenne
Pour les articles homonymes, voir RARE.
Réseaux Associés pour la Recherche Européenne (ou RARE) était une organisation de recherche fondée en 1986 par plusieurs gestionnaires de réseaux européens afin de promouvoir les standards réseau ouverts (et plus spécifiquement les protocoles OSI).
En 1995, RARE a été fusionné avec EARN pour former TERENA.